# Лукошино-Боркі
Лукошино-Боркі (пол. Łukoszyno-Borki) — село в Польщі, у гміні Брудзень-Дужий Плоцького повіту Мазовецького воєводства.
Населення — 80 осіб (2011).
У 1975-1998 роках село належало до Плоцького воєводства.

## Демографія
Демографічна структура станом на 31 березня 2011 року:
|          | Загалом | Допрацездатний вік | Працездатний вік | Постпрацездатний вік |
| -------- | ------- | ------------------ | ---------------- | -------------------- |
| Чоловіки | 46      | 14                 | 27               | 5                    |
| Жінки    | 34      | 6                  | 21               | 7                    |
| Разом    | 80      | 20                 | 48               | 12                   |